# Cutosea
Cutosea es una clase de amebas marinas del filo Amoebozoa recientemente propuesta. Incluye amebas uninucleadas recubiertas por una capa delgada ligeramente flexible situada sobre la membrana plasmática, aunque no estrechamente ligada a ella. Esta capa toma la forma de una matriz más densa con escamas ovaladas embebidas con una subestructura característica. Los seudópodos salen a través de uno o de numerosos pequeños poros y les permiten una locomoción muy lenta, realizada ocasionalmente. La forma locomotiva incluye células aplanadas, ovales o esféricas. Las células no presentan flagelos ni centrosoma. Tampoco se conocen formas flotantes radiadas. 
El término Cutosea deriva de cutis (piel), haciendo referencia a la capa delgada que las recubre. A estas amebas se las considera la ramificación más temprana del subfilo Lobosa.
Se distinguen dos familias:
- Squamamoebidae. La subestructura de las escamas incluye un filamento que se proyecta desde el centro de las mismas y la locomoción implica numerosos pequeños seudópodos con forma de pezón que se fijan al sustrato mientras la célula avanza. La forma estacionaria puede ser altamente ramificada. Además del género tipo, Squamamoeba, probablemente pertenezca a la familia también el género Pessonella.

- Sapocribridae. La subestructura de las escamas carece del filamento central y presentan uno o a veces dos seudópodos filosos (largos y delgados) contráctiles más largos que el cuerpo celular. Las formas estacionarias son redondeadas y no ramificadas. Comprende el género tipo Sapocribrum.